# Falansterul

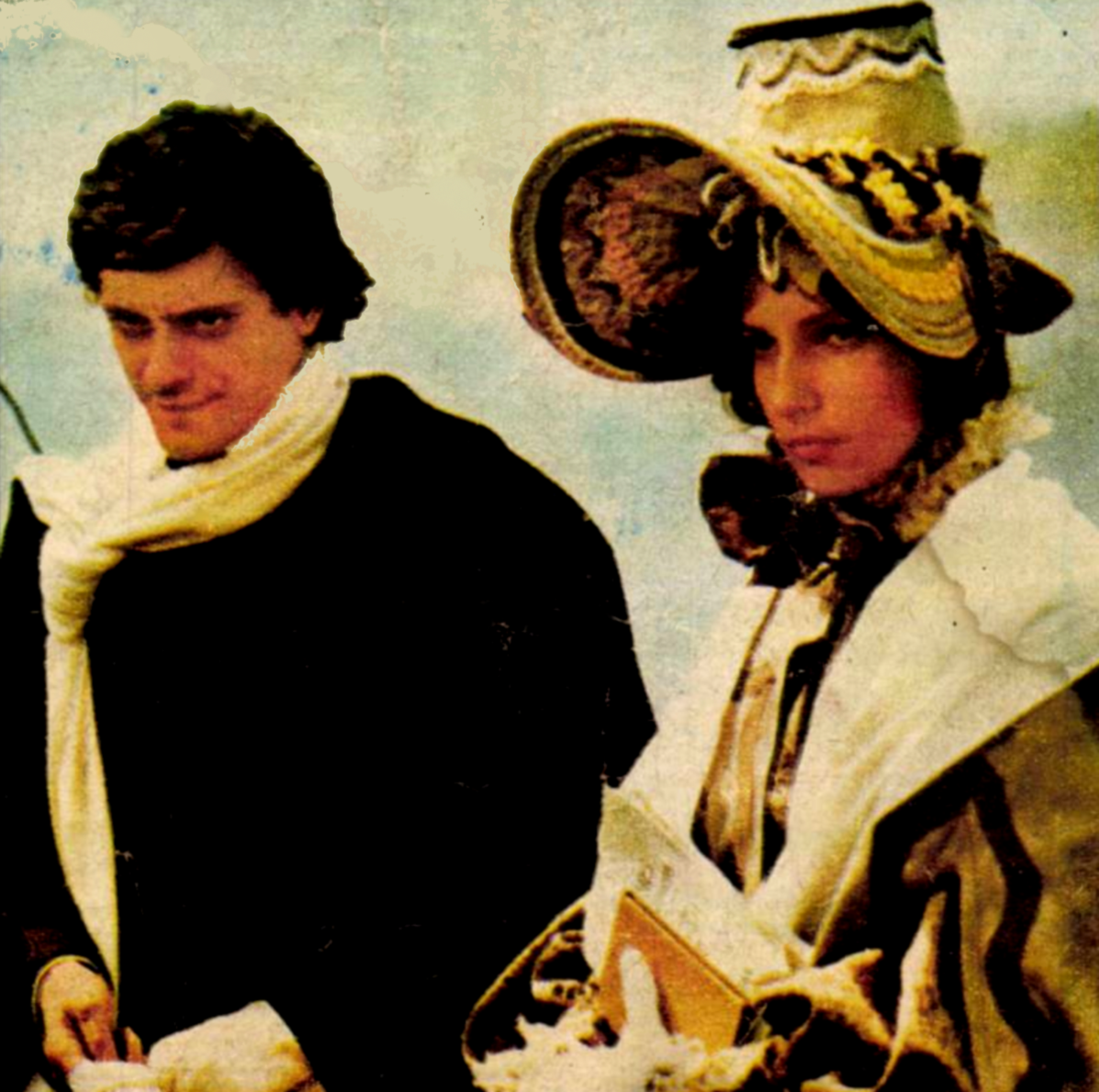
Scenă din film

Falansterul este un film românesc din 1979 regizat de Savel Știopul. Rolurile principale au fost interpretate de actorii Adrian Pintea, Julieta Szönyi și Elena Albu.

## Rezumat
În 1834 boierul Teodor Diamant, fascinat de ideile egalitarist-comuniste de factură romantică ale lui Charles Fourier, fondează un falanster la Scăeni.

## Distribuție
Distribuția filmului este alcătuită din:
- Adrian Pintea — inginerul hotarnic Teodor Diamant, boier fascinat de ideile comuniste
- Julieta Szönyi — Catița Fanache, iubita lui Diamant
- Elena Albu — Anica Golescu, fiica boierului Dinicu
- Enikö Szilágyi — țiganca Stăncuța Bălăceanu Constantineasca, soția lui Manolache
- Fabian Gavriluțiu — pitarul Emanoil (Manolache) Bălăceanu, proprietarul moșiei Scăieni
- Vasile Nițulescu — Moș Paia, țăran aromân
- Aristide Teică — cioclul Sava Rădăcină
- Cornel Revent — funcționarul superior al Agiei
- Matei Alexandru — velvistiernicul Fanache, soțul Catiței
- Corado Negreanu — Tudor Zaplan, fostul arendaș al moșiei Scăieni
- Dumitru Dunea
- Mihai Badiu
- Liviu Ciulei — marele logofăt Dinicu Golescu
- Mihaela Marinescu
- Ana Ciobanu
- Mariana Cercel
- Vera Varzopov
- Remus Mărgineanu — țăranul Simion, eliberat din iobăgie de Diamant
- Romeo Pop — fratele Jean din colonia saint-simonistă franceză
- Andrei Finți — stegarul Gheorghe Elescu
- Raimund Binder
- Dan Bubulici
- Ștefan Velniciuc — tânărul poet
- Mihai Mălaimare — avocatul Schina
- Eusebiu Ștefănescu
- George Oprea — Hristache Dascălu, fiul lui moș Paia
- Aurel Gherghel
- Octavian Greavu
- Niculae Urs (menționat Nicolae Urs)
- Romeo Popescu
- Andrei Peniuc
- Dumitru Dumitru
- Ștefan Lazarovici
- Andrei Kivu
- George Mihăiță — avocatul Crețulescu
- Cornel Poenaru
- Marius Moga
- Lucian Muscurel
- Radu Gurău
- Constantin Bîrliba
- Emil Wegeman
- Ana Barcan
- Alla Baianova
- Manuela Marinescu
- Angela Radoslavescu
- Ileana Zărnescu
- Șerban Cantacuzino
- George Calboreanu jr.
- Ștefan Sevastre
- Nucu Mănescu
- George Ciudan
- Mircea Veroiu
- Dinu Gherasim
- Mircea Cosma — boier tânăr
- Dumitru Rucăreanu
- Radu Dunăreanu
- Tiberiu Puica
- Vasile Popa — fierar din falanster
- Adrian Ștefănescu
- Dumitru Dinulescu
- Florin Tănase
- Ion Mitoșeriu
- Constantin Zărnescu
- Sebastian Radovici
- Costache Diamandi — serdar
- Valeriu Arnăutu
- Constantin Rășchitor
- Paul Mateescu
- Cornel Gîrbea
- Mircea Aristide
- Remus Nastu
- Alexandru Virgil Platon — arnăut
- Gheorghe Teașcă
- Constantin Dobre
- Iosif Dalacu
- Rudy Rosenfeld — negustorul evreu Isaac Menahem Rabinovici
- Mihai Teclu
- Puiu Vede
- Niculae Nastasie
- Coca Orban
- Savel Știopul
- Paul Fister

## Primire
Filmul a fost vizionat de 585.987 de spectatori în cinematografele din România, după cum atestă o situație a numărului de spectatori înregistrat de filmele românești de la data premierei și până la data de 31 decembrie 2014 alcătuită de Centrul Național al Cinematografiei.